# Saddar Gogera
Saddar Gogera é uma cidade do Paquistão localizada na província de Punjab.